# Biert (Bernisse)

Brasão de armas

Biert é um vilarejo dos Países Baixos, na província da Holanda do Sul. Está localizado dentro do município de Nissewaard, cerca de 3 km a oeste de Spijkenisse.
Biert foi um município independente entre os anos de 1817 e 1855, quando foi incorporado à cidade de Geervliet.